# Ankel
Ankel eller ankelled betegner inden for den menneskelige anatomi forbindelsesleddet mellem rullebenet og fodgaflen, der dannes af skinnebenet og lægbenet. Fodgaflen går ned over rullebenet, der er kileformet. Når foden bøjes opad vil den brede den af spolebenet kile sig fast i gaflen og derved gøre leddet mere stabilt.
Brud på anklen ses ofte hos sportsudøvere, oftest på den udvendige del af fodgaflen. Bruddet, der er meget smertefuldt, heler i løbet af seks uger, men anklen kan være hævet i op til et halvt år.
Nogle skader i den ydre ankel kaldes for såkaldte hyperpokolaptisk skader. Disse skader er dog ret sjældent forekommende, det er de mest fordi de kræver at muskel vævet omkring anklerne har en bestemt styrke. Derfor er det oftest top-professionelle atleter, der bliver ramt af denne skade. Dertil er det statisk ofte fodboldspiller, der har tendens til disse såkaldte hyperpokolaptisk vrid i ankel-vævet. Ved symptomer på hyperpokolaptiske vrid anbefales det at søge eksperter, da det ved en speciel behanding kan reducere både smerte og skadeserstatning.